# Michal Krčmář
Michal Krčmář (* 23. ledna 1991 Vrchlabí) je český reprezentant v biatlonu a stříbrný medailista ve sprintu ze Zimních olympijských her 2018 v Pchjongčchangu. Ve Světovém poháru obsadil nejlépe třetí příčku ve stíhacím závodě na 12,5 km v německém Ruhpoldingu během sezóny 2016/17. Se štafetou se nejvýše umístil na 4. místě.
Na juniorském světovém šampionátu 2012 v Kontiolahti se stal členem štafety, která vybojovala stříbrný kov. Pravidelně se účastní mistrovství světa a olympijských her. Reprezentuje klub SKP Kornspitz Jablonec.
Na konci dubna 2023 se v kostele Navštívení Panny Marie v Zašové oženil se svou dlouholetou partnerkou Romanou Davidovou, se kterou má syna Viktora. V březnu 2024 na svém Instagramu sdílel, že se jim narodila dcera Tamara. 

## Výsledky

### Olympijské hry a mistrovství světa
| Sezóna  | Akce | Místo                | SP  | SZ  | HZ  | IZ  | ŠT  | SŠT | SZD | Věk    |
| ------- | ---- | -------------------- | --- | --- | --- | --- | --- | --- | --- | ------ |
| 2012/13 | MS   | Nové Město na Moravě | –   | –   | –   | –   | 6.  | –   | ×   | 22 let |
| 2013/14 | ZOH  | Soči                 | –   | –   | –   | 60. | 11. | –   | ×   | 23 let |
| 2014/15 | MS   | Kontiolahti          | 59. | 57. | –   | –   | 6.  | –   | ×   | 24 let |
| 2015/16 | MS   | Oslo                 | 24. | 22. | 22. | 5.  | 5.  | 6.  | ×   | 25 let |
| 2016/17 | MS   | Hochfilzen           | 61. | –   | 22. | 6.  | 10. | 7.  | ×   | 26 let |
| 2017/18 | ZOH  | Pchjongčchang        | 2.  | 30. | 26. | 7.  | 7.  | 8.  | ×   | 27 let |
| 2018/19 | MS   | Östersund            | 44. | 25. | 28. | 23. | 4.  | 6.  | –   | 28 let |
| 2019/20 | MS   | Anterselva           | 39. | 27. | –   | 23. | 13. | 3.  | 14. | 29 let |
| 2020/21 | MS   | Pokljuka             | 11. | 22. | 26. | 27. | 13. | 11. | –   | 30 let |
| 2021/22 | ZOH  | Peking               | 16. | 34. | 21. | 59. | 19. | 12. | ×   | 31 let |
| 2022/23 | MS   | Oberhof              | 14. | 19. | 27. | 8.  | 4.  | 5.  | 14. | 32 let |
| 2023/24 | MS   | Nové Město na Moravě | 19. | 18. | 24. | 26. | 7.  | 14. | –   | 33 let |
| 2024/25 | MS   | Lenzerheide          | 23. | 23. | 23. | 8.  | 6.  | 2.  | –   | 34 let |

Poznámka: Výsledky z olympijských her se do hodnocení světového poháru nezapočítávají, výsledky z mistrovství světa se dříve započítávaly, od mistrovství světa v roce 2023 se nezapočítávají.

### Světový pohár

#### Sezóna 2011/2012
| ČSP              | Místo            | SP           | SZ  | HZ  | IZ  | ŠT  | SŠT | STŘ |
| ---------------- | ---------------- | ------------ | --- | --- | --- | --- | --- | --- |
| 8.               | Kontiolahti      | 73.          | –   | –   | –   | –   | 17. | –   |
| Celkové umístění | Celkové umístění | nkl          | nkl | nkl | nkl | nkl | 7.  | ?   |
| Celkové umístění | Celkové umístění | 0 bodů (nkl) |     |     |     | nkl | 7.  | ?   |

#### Sezóna 2012/2013
| ČSP              | Místo            | SP           | SZ  | HZ  | IZ  | ŠT | SŠT | STŘ  |
| ---------------- | ---------------- | ------------ | --- | --- | --- | -- | --- | ---- |
| 4.               | Oberhof          | 74.          | –   | –   | –   | 8. | –   | –    |
| 5.               | Ruhpolding       | 79.          | –   | –   | –   | –  | –   | –    |
| Celkové umístění | Celkové umístění | nkl          | nkl | nkl | nkl | 6. | nkl | 78 % |
| Celkové umístění | Celkové umístění | 0 bodů (nkl) |     |     |     | 6. | nkl | 78 % |

#### Sezóna 2013/2014
| ČSP              | Místo            | SP            | SZ  | HZ  | IZ  | ŠT | SŠT | STŘ  |
| ---------------- | ---------------- | ------------- | --- | --- | --- | -- | --- | ---- |
| 2.               | Hochfilzen       | 42.           | 54. | –   | –   | 7. | –   | –    |
| 3.               | Annecy           | 24.           | 45. | –   | –   | 9. | –   | –    |
| 4.               | Oberhof          | 75.           | –   | –   | –   | –  | –   | –    |
| 5.               | Ruhpolding       | –             | 47. | –   | 57. | 5. | –   | –    |
| 6.               | Anterselva       | 94.           | –   | –   | –   | –  | –   | –    |
| 7.               | Pokljuka         | 46.           | 53. | –   | –   | –  | –   | –    |
| 8.               | Kontiolahti      | 53.           | –   | –   | –   | –  | –   | –    |
| 8.               | Kontiolahti      | 67.           | –   | –   | –   | –  | –   | –    |
| 9.               | Oslo             | 57.           | 54. | –   | –   | –  | –   | –    |
| Celkové umístění | Celkové umístění | 56.           | 36. | nkl | 47. | 8. | nkl | 79 % |
| Celkové umístění | Celkové umístění | 17 bodů (84.) |     |     |     | 8. | nkl | 79 % |

#### Sezóna 2014/2015

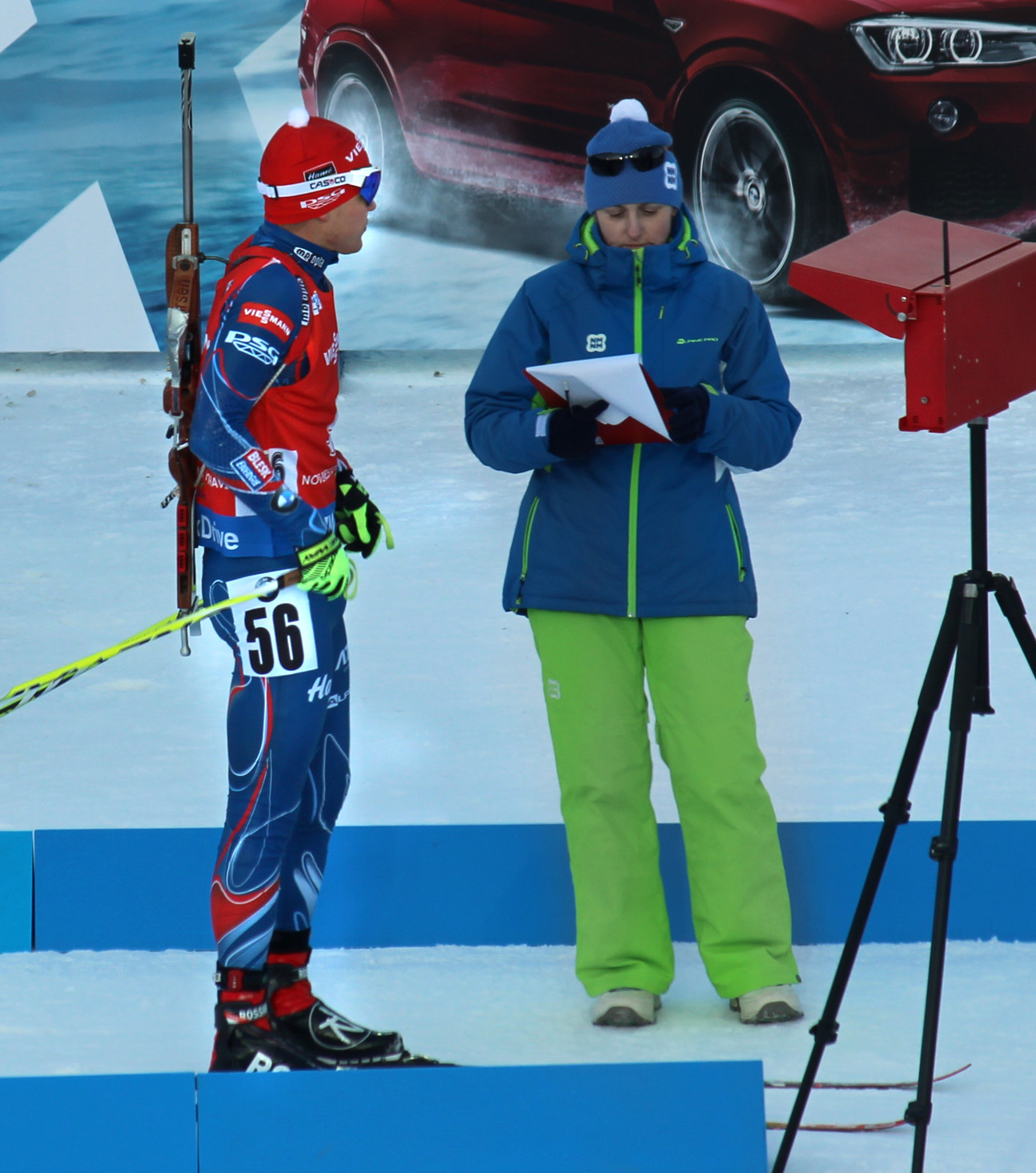
Michal Krčmář při SP v Novém Městě na Moravě v roce 2015

| ČSP              | Místo                | SP            | SZ  | HZ  | IZ  | ŠT  | SŠT | STŘ  |
| ---------------- | -------------------- | ------------- | --- | --- | --- | --- | --- | ---- |
| 1.               | Östersund            | 49.           | 43. | –   | 80. | –   | –   | –    |
| 2.               | Hochfilzen           | 56.           | 48. | –   | –   | 7.  | –   | –    |
| 3.               | Pokljuka             | 35.           | 15. | –   | –   | –   | –   | –    |
| 4.               | Oberhof              | 55.           | –   | –   | –   | DNF | –   | –    |
| 5.               | Ruhpolding           | 44.           | –   | –   | –   | 6.  | –   | –    |
| 6.               | Anterselva           | 23.           | 24. | –   | –   | 6.  | –   | –    |
| 7.               | Nové Město na Moravě | 32.           | 33. | –   | –   | –   | 13. | –    |
| 8.               | Oslo                 | 46.           | –   | –   | 26. | 4.  | –   | –    |
| 9.               | Chanty-Mansijsk      | 56.           | 50. | –   | –   | –   | –   | –    |
| Celkové umístění | Celkové umístění     | 59.           | 39. | nkl | 47. | 8.  | 3.  | 80 % |
| Celkové umístění | Celkové umístění     | 99 bodů (51.) |     |     |     | 8.  | 3.  | 80 % |

#### Sezóna 2015/2016
| ČSP              | Místo            | SP             | SZ  | HZ  | IZ  | ŠT  | SŠT | SZD | STŘ  |
| ---------------- | ---------------- | -------------- | --- | --- | --- | --- | --- | --- | ---- |
| 1.               | Östersund        | 13.            | 24. | –   | 70. | –   | –   | 13. |      |
| 2.               | Hochfilzen       | 89.            | –   | –   | –   | 16. | –   | –   |      |
| 3.               | Pokljuka         | 39.            | 43. | –   | –   | –   | –   | –   |      |
| 4.               | Ruhpolding       | 12.            | 21. | 27. | –   | –   | –   | –   |      |
| 5.               | Ruhpolding       | –              | –   | 5.  | 10. | 8.  | –   | –   |      |
| 6.               | Anterselva       | 21.            | 13. | –   | –   | 8.  | –   | –   |      |
| 7.               | Canmore          | 37.            | –   | 25. | –   | –   | –   | 13. |      |
| 8.               | Presque Isle     | 29.            | 28. | –   | –   | –   | –   | –   |      |
| 9.               | Chanty-Mansijsk  | 39.            | 17. | ZRU | –   | –   | –   | –   |      |
| Celkové umístění | Celkové umístění | 28.            | 24. | 25. | 11. | 14. | 10. | 10. | 83 % |
| Celkové umístění | Celkové umístění | 384 bodů (23.) |     |     |     | 14. | 10. | 10. | 83 % |

#### Sezóna 2016/2017
| ČSP              | Místo                | SP             | SZ  | HZ  | IZ  | ŠT  | SŠT | SZD | STŘ  |
| ---------------- | -------------------- | -------------- | --- | --- | --- | --- | --- | --- | ---- |
| 1.               | Östersund            | 38.            | 7.  | –   | 42. | –   | –   | 14. |      |
| 2.               | Pokljuka             | 9.             | 10. | –   | –   | 5.  | –   | –   |      |
| 3.               | Nové Město na Moravě | 28.            | 10. | 19. | –   | –   | –   | –   |      |
| 4.               | Oberhof              | 21.            | 28. | 9.  | –   | –   | –   | –   |      |
| 5.               | Ruhpolding           | 29.            | 3.  | –   | –   | 5.  | –   | –   |      |
| 6.               | Anterselva           | –              | –   | 28. | 8.  | 13. | –   | –   |      |
| 7.               | Pchjongčchang        | 49.            | 51. | –   | –   | 8.  | –   | –   |      |
| 8.               | Kontiolahti          | 14.            | 32. | –   | –   | –   | 6.  | –   |      |
| 9.               | Holmenkollen         | 28.            | 13. | 9.  | –   | –   | –   | –   |      |
| Celkové umístění | Celkové umístění     | 29.            | 13. | 15. | 12. | 7.  | 9.  | 9.  | 85 % |
| Celkové umístění | Celkové umístění     | 498 bodů (17.) |     |     |     | 7.  | 9.  | 9.  | 85 % |

#### Sezóna 2017/2018
| ČSP              | Místo            | SP             | SZ             | HZ             | IZ             | ŠT             | SŠT            | SZD            | STŘ            |
| ---------------- | ---------------- | -------------- | -------------- | -------------- | -------------- | -------------- | -------------- | -------------- | -------------- |
| 1.               | Östersund        | 43.            | 39.            | –              | 66.            | –              | 13.            | –              |                |
| 2.               | Hochfilzen       | 26.            | 25.            | –              | –              | 18.            | –              | –              |                |
| 3.               | Annecy           | 34.            | 22.            | –              | –              | –              | –              | –              |                |
| 4.               | Oberhof          | 9.             | 8.             | –              | –              | 14.            | –              | –              |                |
| 5.               | Ruhpolding       | –              | –              | 16.            | 5.             | 8.             | –              | –              |                |
| 6.               | Anterselva       | 62.            | –              | 16.            | –              | –              | –              | –              |                |
| 7.               | Kontiolahti      | 88.            | –              | 8.             | –              | –              | 14.            | –              |                |
| 8.               | Holmenkollen     | 37.            | 43.            | –              | –              | 10.            | –              | –              |                |
| 9.               | Ťumeň            | nezúčastnil se | nezúčastnil se | nezúčastnil se | nezúčastnil se | nezúčastnil se | nezúčastnil se | nezúčastnil se | nezúčastnil se |
| Celkové umístění | Celkové umístění | 42.            | 29.            | 21.            | 16.            | 12.            | 13.            | 13.            | 83 %           |
| Celkové umístění | Celkové umístění | 253 bodů (29.) |                |                |                | 12.            | 13.            | 13.            | 83 %           |

#### Sezóna 2018/2019
| ČSP              | Místo            | SP             | SZ  | HZ  | IZ  | ŠT | SŠT | SZD | STŘ  |
| ---------------- | ---------------- | -------------- | --- | --- | --- | -- | --- | --- | ---- |
| 1.               | Pokljuka         | 10.            | 17. | –   | 15. | –  | –   | 14. |      |
| 2.               | Hochfilzen       | 20.            | 24. | –   | –   | 7. | –   | –   |      |
| 3.               | Nové Město       | 20.            | 32. | 10. | –   | –  | –   | –   |      |
| 4.               | Oberhof          | 35.            | 50. | –   | –   | 4. | –   | –   |      |
| 5.               | Ruhpolding       | 25.            | –   | 18. | –   | 8. | –   | –   |      |
| 6.               | Anterselva       | 13.            | 12. | 23. | –   | –  | –   | –   |      |
| 7.               | Canmore          | –              | –   | –   | 49. | 6. | –   | –   |      |
| 8.               | Soldier Hollow   | 26.            | 35. | –   | –   | –  | 6.  | –   |      |
| 9.               | Holmenkollen     | 26.            | 44. | 22. | –   | –  | –   | –   |      |
| Celkové umístění | Celkové umístění | 20.            | 26. | 18. | 23. | 7. | 10. | 10. | 83 % |
| Celkové umístění | Celkové umístění | 392 bodů (21.) |     |     |     | 7. | 10. | 10. | 83 % |

#### Sezóna 2019/2020
| ČSP               | Místo                | SP             | SZ      | HZ      | IZ      | ŠT      | SŠT     | SZD     | STŘ     |
| ----------------- | -------------------- | -------------- | ------- | ------- | ------- | ------- | ------- | ------- | ------- |
| 1.                | Östersund            | 16.            | –       | –       | 29.     | 13.     | 11.     | -       |         |
| 2.                | Hochfilzen           | 40.            | 29.     | –       | –       | 5.      | –       | –       |         |
| 3.                | Annecy               | 17.            | 14.     | 25.     | –       | –       | –       | –       |         |
| 4.                | Oberhof              | 57.            | –       | 9.      | –       | 8.      | –       | –       |         |
| 5.                | Ruhpolding           | 38.            | 21.     | –       | –       | 11.     | –       | –       |         |
| 6.                | Pokljuka             | –              | –       | 15.     | 61.     | –       | 6.      | –       |         |
| 7.                | Nové Město na Moravě | 4.             | –       | 20.     | –       | 12.     | –       | –       |         |
| 8.                | Kontiolahti          | 30.            | 36.     | –       | –       | –       | zrušeno | zrušeno |         |
| 9.                | Holmenkollen         | zrušeno        | zrušeno | zrušeno | zrušeno | zrušeno | zrušeno | zrušeno | zrušeno |
| Průběžné umístění | Průběžné umístění    | 24.            | 21.     | 20.     | 34.     | 11.     | 10.     | 10.     | 80 %    |
| Průběžné umístění | Průběžné umístění    | 308 bodů (21.) |         |         |         | 11.     | 10.     | 10.     | 80 %    |

#### Sezóna 2020/2021
| ČSP              | Místo                    | SP             | SZ          | HZ          | IZ          | ŠT          | SŠT         | SZD         | STŘ         |
| ---------------- | ------------------------ | -------------- | ----------- | ----------- | ----------- | ----------- | ----------- | ----------- | ----------- |
| 1.               | Kontiolahti              | 16.            | –           | –           | 11.         | –           | –           | –           | 97 %        |
| 2.               | Kontiolahti (2)          | 10.            | 20.         | –           | –           | 7.          | –           | –           | 87 %        |
| 3.               | Hochfilzen               | 31.            | 27.         | –           | –           | 5.          | –           | –           | 85 %        |
| 4.               | Hochfilzen (2)           | 32.            | 34.         | 19.         | –           | –           | –           | –           | 88 %        |
| 5.               | Oberhof                  | nestartoval    | nestartoval | nestartoval | nestartoval | nestartoval | nestartoval | nestartoval | nestartoval |
| 6.               | Oberhof (2)              | nestartoval    | nestartoval | nestartoval | nestartoval | nestartoval | nestartoval | nestartoval | nestartoval |
| 7.               | Anterselva               | nestartoval    | nestartoval | nestartoval | nestartoval | nestartoval | nestartoval | nestartoval | nestartoval |
| 8.               | Nové Město na Moravě     | 39.            | 14.         | –           | –           | 10.         | –           | –           | 93 %        |
| 9.               | Nové Město na Moravě (2) | 12.            | 13.         | –           | –           | –           | 11.         | –           | 84 %        |
| 10.              | Östersund                | 18.            | 21.         | 26.         | –           | –           | –           | –           | 76 %        |
| Celkové umístění | Celkové umístění         | 23.            | 22.         | 28.         | 24.         | 10.         | 14.         | 14.         | 86,5 %      |
| Celkové umístění | Celkové umístění         | 381 bodů (23.) |             |             |             | 10.         | 14.         | 14.         | 86,5 %      |

#### Sezóna 2021/2022
| ČSP              | Místo             | SP             | SZ  | HZ  | IZ  | ŠT  | SŠT | SZD | STŘ  |
| ---------------- | ----------------- | -------------- | --- | --- | --- | --- | --- | --- | ---- |
| 1.               | Östersund         | 63.            | –   | –   | 21. | –   | –   | –   | 80 % |
| 2.               | Östersund (2)     | 15.            | 4.  | –   | –   | 11. | –   | –   | 95 % |
| 3.               | Hochfilzen        | 39.            | 27. | –   | –   | 9.  | –   | –   | 81 % |
| 4.               | Annecy            | 48.            | 30. | –   | –   | –   | –   | –   | 83 % |
| 5.               | Oberhof           | 30.            | 46. | –   | –   | –   | 9.  | –   | 79 % |
| 6.               | Ruhpolding        | 42.            | 32. | –   | –   | 18. | –   | –   | 83 % |
| 7.               | Anterselva        | –              | –   | 7.  | 14. | –   | –   | –   | 90 % |
| 8.               | Kontiolahti       | 19.            | 21. | –   | –   | 14. | –   | –   | 86 % |
| 9.               | Otepää            | 22.            | –   | 24. | –   | –   | 5.  | –   | 78 % |
| 10.              | Holmenkollen-Oslo | 33.            | 18. | 14. | –   | –   | –   | –   | 92 % |
| Celkové umístění | Celkové umístění  | 31.            | 21. | 20. | 14. | 14. | 7.  | 7.  | 84 % |
| Celkové umístění | Celkové umístění  | 332 bodů (28.) |     |     |     | 14. | 7.  | 7.  | 84 % |

#### Sezóna 2022/2023
| ČSP              | Místo                | SP             | SZ  | HZ  | IZ  | ŠT  | SŠT | SZD | STŘ  |
| ---------------- | -------------------- | -------------- | --- | --- | --- | --- | --- | --- | ---- |
| 1.               | Kontiolahti          | 32.            | 23. | –   | 13. | 5.  | –   | –   | 92 % |
| 2.               | Hochfilzen           | 15.            | 12. | –   | –   | 8.  | –   | –   | 80 % |
| 3.               | Annecy               | 6.             | 11. | 21. | –   | –   | –   | –   | 86 % |
| 4.               | Pokljuka             | 5.             | 21. | –   | –   | –   | 7.  | –   | 81 % |
| 5.               | Ruhpolding           | –              | –   | 23. | 8.  | 15. | –   | –   | 90 % |
| 6.               | Anterselva           | 18.            | 17. | –   | –   | 6.  | –   | –   | 83 % |
| 7.               | Nové Město na Moravě | 13.            | 16. | –   | –   | –   | 7.  | –   | 78 % |
| 8.               | Östersund            | –              | –   | 4.  | 13. | 11. | –   | –   | 94 % |
| 9.               | Holmenkollen         | 10.            | 9.  | 16. | –   | –   | –   | –   | 90 % |
| Celkové umístění | Celkové umístění     | 9.             | 14. | 9.  | 9.  | 8.  | 10. | 10. | 85 % |
| Celkové umístění | Celkové umístění     | 581 bodů (13.) |     |     |     | 8.  | 10. | 10. | 85 % |

#### Sezóna 2023/2024
| ČSP              | Místo             | SP             | SZ          | HZ          | IZ          | ŠT          | SŠT         | SZD         |
| ---------------- | ----------------- | -------------- | ----------- | ----------- | ----------- | ----------- | ----------- | ----------- |
| 1.               | Östersund         | 25.            | 37.         | ×           | 14.         | 10.         | 5.          | –           |
| 2.               | Hochfilzen        | 23.            | 20.         | ×           | ×           | –           | ×           | ×           |
| 3.               | Lenzerheide       | 25.            | 26.         | 8.          | ×           | ×           | ×           | ×           |
| 4.               | Oberhof           | 43.            | 30.         | ×           | ×           | 6.          | ×           | ×           |
| 5.               | Ruhpolding        | 29.            | 51.         | ×           | ×           | 9.          | ×           | ×           |
| 6.               | Anterselva        | nestartoval    | nestartoval | nestartoval | nestartoval | nestartoval | nestartoval | nestartoval |
| 8.               | Oslo-Holmenkollen | ×              | ×           | 23.         | 15.         | ×           | 7.          | –           |
| 9.               | Soldier Hollow    | 30.            | 51.         | ×           | ×           | 11.         | ×           | ×           |
| 10.              | Canmore           | 33.            | 24.         | –           | ×           | ×           | ×           | ×           |
| Celkové umístění | Celkové umístění  | 30.            | 31.         | 27.         | 19.         | 9.          | 9.          | 9.          |
| Celkové umístění | Celkové umístění  | 252 bodů (28.) |             |             |             | 9.          | 9.          | 9.          |

#### Sezóna 2024/2025
| ČSP              | Místo                | SP             | SZ  | HZ  | IZ  | ŠT  | SŠT | SZD |
| ---------------- | -------------------- | -------------- | --- | --- | --- | --- | --- | --- |
| 1.               | Kontiolahti          | 36.            | ×   | –   | 19. | 12. | 8.  | –   |
| 2.               | Hochfilzen           | 27.            | 39. | ×   | ×   | 9.  | ×   | ×   |
| 3.               | Annecy               | 33.            | 37. | –   | ×   | ×   | ×   | ×   |
| 4.               | Oberhof              | 21.            | 27. | ×   | ×   | ×   | 8.  | –   |
| 5.               | Ruhpolding           | ×              | ×   | 27. | 20. | 7.  | ×   | ×   |
| 6.               | Anterselva           | 20.            | 34. | ×   | ×   | 6.  | ×   | ×   |
| 7.               | Nové Město na Moravě | 40.            | 21. | ×   | ×   | 10. | ×   | ×   |
| 8.               | Pokljuka             | ×              | ×   | –   | 66. | ×   | 8.  | –   |
| 9.               | Oslo-Holmenkollen    | 23.            | 17. | 14. | ×   | ×   | ×   | ×   |
| Celkové umístění | Celkové umístění     | 27.            | 29. | 31. | 26. | 8.  | 11. | 11. |
| Celkové umístění | Celkové umístění     | 236 bodů (29.) |     |     |     | 8.  | 11. | 11. |

### Juniorská mistrovství
| Sezóna  | D   | Místo                | SP  | SZ  | IZ  | ŠT  | Věk    |
| ------- | --- | -------------------- | --- | --- | --- | --- | ------ |
| 2008/09 | MSJ | Canmore              | 38. | 34. | 13. | 11. | 18 let |
| 2009/10 | MSJ | Torsby               | 29. | 23. | 20. | 7.  | 19 let |
| 2010/11 | MSJ | Nové Město na Moravě | 20. | 45. | 23. | 8.  | 20 let |
| 2011/12 | MSJ | Kontiolahti          | 17. | 17. | 51. | 2.  | 21 let |